# Lao Xinying

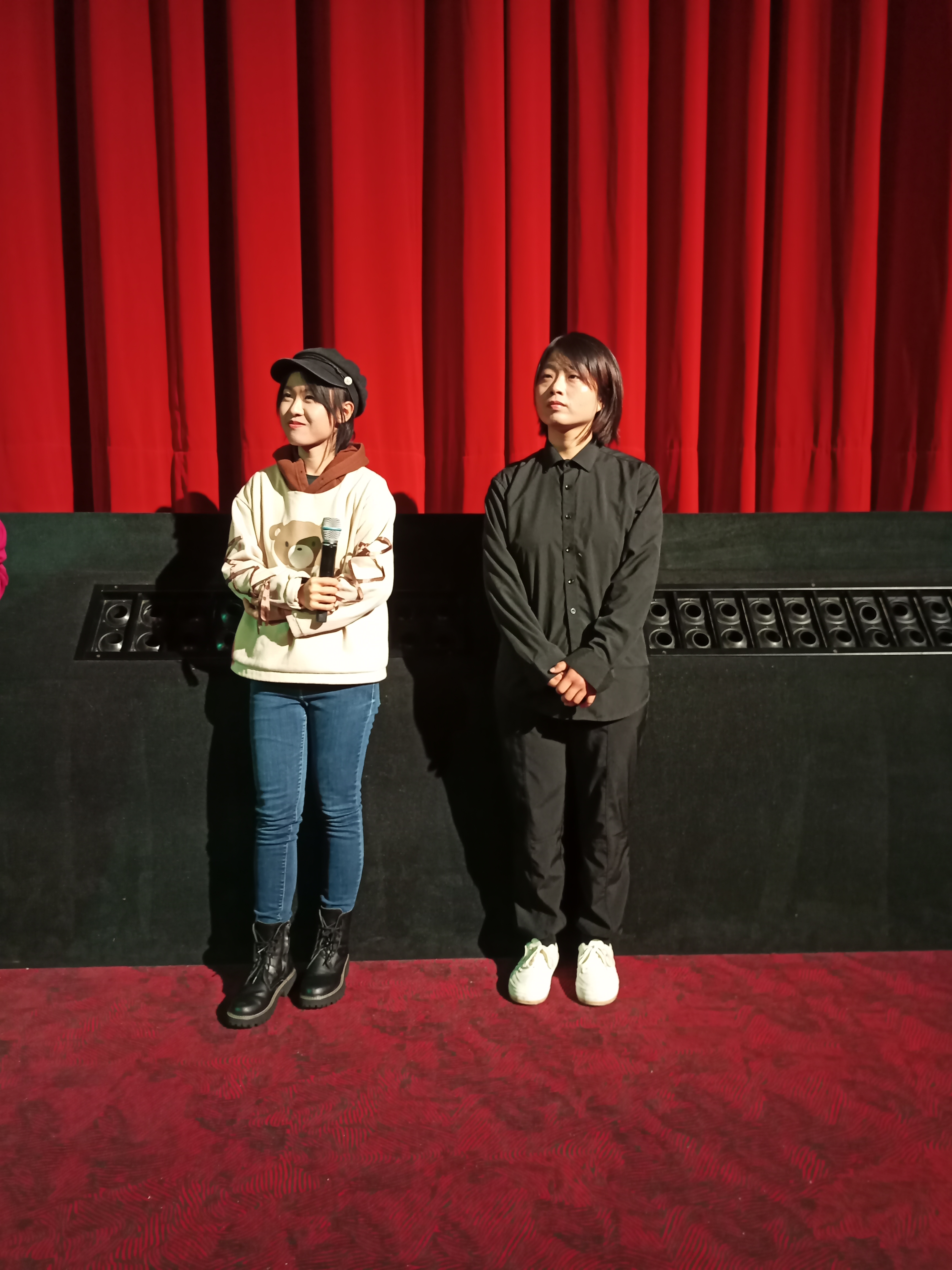
Lao Xinying (links) und Li Qiu, Berlinale 2023

Lao Xinying (chinesisch 劳馨莹, geboren 1997 in Guangxi) ist eine chinesische Filmemacherin.

## Leben und Werk
Lao Xinying ist Filmstudentin an der New York University. Zuvor hatte sie Journalismus studiert.
Ihr Kurzfilm Xiaohui und seine Kühe (Xiaohui he ta de niu) feierte seine Weltpremiere auf der 73. Berlinale, wo er in der Sektion Generation Kplus gezeigt wurde. Er erhielt eine lobende Erwähnung der Internationalen Jury für den Besten Kurzfilm in dieser Sektion.

## Filmografie (Auswahl)
- 2019: Dance Class (Kurzfilm)
- 2020: A&E (Kurzfilm)
- 2020: Buddy (Dokumentar-Kurzfilm)
- 2023: Xiaohui und seine Kühe (Kurzfilm)